# La Tunique (roman)
Pour l’article homonyme, voir La Tunique.
La Tunique (titre original : The Robe) est un roman de l'auteur américain Lloyd C. Douglas publié en 1942.
L'auteur met un avertissement en début d'ouvrage se défendant d'avoir écrit un roman historique, il s'est servi de faits historiques pour créer une histoire fictive.

## Adaptation cinématographique
Ce roman a été adapté au cinéma en 1953 sous le titre La Tunique.